# Lista över fornlämningar i Kristianstads kommun (Önnestad)
Lista över fornlämningar i Kristianstads kommun (Önnestad) är en förteckning av ett urval av de fornlämningar som finns i Önnestad i Kristianstads kommun.
| Namn                          | Lämningstyp                 | Tillkomsttid | Historisk indelning | Plats | Läge                 | ID-nr          | Bild                                 |
| ----------------------------- | --------------------------- | ------------ | ------------------- | ----- | -------------------- | -------------- | ------------------------------------ |
| Käringabacken (Önnestad 1:1)  | Hög                         |              | Önnestad, Skåne     |       | 56.081135, 14.002870 | 10115600010001 | Ladda upp en bild av detta fornminne |
| Käringabacken (Önnestad 2:1)  | Gravfält                    |              | Önnestad, Skåne     |       | 56.081782, 14.003301 | 10115600020001 | Ladda upp en bild av detta fornminne |
| Önnestad 7:1                  | Grav markerad av sten/block |              | Önnestad, Skåne     |       | 56.060747, 13.961748 | 10115600070001 | Ladda upp en bild av detta fornminne |
| Önnestad 28:1                 | Minnesmärke                 |              | Önnestad, Skåne     |       | 56.051013, 13.978891 | 10115600280001 | Ladda upp en bild av detta fornminne |
| Önnestad 35:1                 | Stensättning                |              | Önnestad, Skåne     |       | 56.069410, 13.958104 | 10115600350001 | Ladda upp en bild av detta fornminne |
| Önnestad 42:1                 | Hög                         |              | Önnestad, Skåne     |       | 56.033974, 14.003594 | 10115600420001 | Ladda upp en bild av detta fornminne |
| Önnestad 44:1                 | Stensättning                |              | Önnestad, Skåne     |       | 56.036139, 14.009076 | 10115600440001 | Ladda upp en bild av detta fornminne |
| Önnestad 46:1                 | Hällristning                |              | Önnestad, Skåne     |       | 56.046653, 14.018534 | 10115600460001 | Ladda upp en bild av detta fornminne |
| Önnestad 47:1                 | Stensättning                |              | Önnestad, Skåne     |       | 56.040340, 14.019245 | 10115600470001 | Ladda upp en bild av detta fornminne |
| Önnestad 49:1                 | Grav markerad av sten/block |              | Önnestad, Skåne     |       | 56.063644, 13.955884 | 10115600490001 | Ladda upp en bild av detta fornminne |
| Käringabacken (Önnestad 58:1) | Hällristning                |              | Önnestad, Skåne     |       | 56.081958, 14.004376 | 10115600580001 | Ladda upp en bild av detta fornminne |